# Einwohnerentwicklung von Augsburg
Dieser Artikel gibt die Einwohnerentwicklung von Augsburg tabellarisch und graphisch wieder.

## Einwohnerentwicklung
Nachdem in Augsburg schon zur Zeit des Römischen Reiches über 12.000 Menschen gelebt hatten, wuchs die Einwohnerzahl in den folgenden Jahrhunderten nur unmerklich an. Um 1500 war sie mit einer Bevölkerung von etwa 30.000 Menschen nach Köln und mit Prag eine der größten Städte des Heiligen Römischen Reiches.
Im Dreißigjährigen Krieg verlor die Stadt etwa zwei Drittel ihrer Einwohner. Die Bevölkerungszahl sank von 48.000 vor dem Krieg auf 16.432 (davon 731 Fremde) bei der Zählung von 1635. Im 18. Jahrhundert wuchs die Bevölkerung nur sehr langsam und ging durch Kriege, Seuchen und Hungersnöte immer wieder zurück.
Erst mit dem Beginn der Industrialisierung im 19. Jahrhundert setzte ein starkes Bevölkerungswachstum ein. Lebten 1852 knapp 40.000 Menschen in der Stadt, so waren es 1895 über 80.000. Im Jahre 1909 überschritt die Einwohnerzahl der Stadt Augsburg die Grenze von 100.000, wodurch sie zur Großstadt wurde. Zwischen 1911 und 1916 wuchs die Bevölkerung der Stadt durch die Eingemeindung mehrerer Nachbarorte um rund 45.000 Personen. Bis 1939 stieg die Bevölkerungszahl auf 185.000.
Deutlich sichtbar sind die Auswirkungen des Zweiten Weltkrieges. Augsburg erlitt infolge der alliierten Luftangriffe schwere Schäden, da sich hier die Produktionsstätten wichtiger Rüstungsunternehmen befanden, unter anderem der Messerschmitt AG und MAN. Allein bei dem verheerenden Angriff des britischen Bomberkommandos in der Nacht vom 25. auf den 26. Februar 1944 starben 730 Menschen, große Teile der Innenstadt wurden zerstört. Insgesamt verlor Augsburg durch Evakuierung, Flucht, Deportationen und Luftangriffe etwa 20 Prozent seiner Bevölkerung (38.958 Personen). Die Einwohnerzahl sank bis 1945 auf 146.000 und stieg dann bis 1950 wieder auf den Vorkriegsstand.
1956 lebten in Augsburg 200.000 Menschen. Die Eingemeindung mehrerer Städte und Gemeinden im Zuge der Gebietsreform in Bayern 1972 brachte einen Einwohnerzuwachs von rund 43.000 Personen auf 257.000 Einwohner. Mit 266.647 Einwohnern wurde für Augsburg zum 31. Dezember 2011 erstmals nach 19 Jahren wieder ein neuer historischer Höchststand (nach dem bisherigen Spitzenwert von 264.852 zum 31. Dezember 1992) der amtlichen Einwohnerzahl gemeldet. Auch bei den mit Hauptwohnsitz in Augsburg gemeldeten Einwohnern wurde zum 31. Dezember 2011 mit 266.608 Personen, darunter 137.738 Frauen (51,7 %), ein neuer Höchststand erreicht. Die Marke von 290.000 Einwohnern wurde im April 2016 überschritten. Am 30. Juni 2016 waren 290.743 Personen in der Stadt Augsburg gemeldet. Dabei lag seit Mai 2011 die Zahl der wohnberechtigten Bevölkerung immer über den Wert des Vormonats, hat also jeden Monat zugenommen. Im Dezember 2019 wurde von der Stadt das Erreichen der Marke von 300.000 Einwohnern gemeldet.
Das Bevölkerungswachstum ist auf einen steigenden Außenwanderungsüberschuss zurückzuführen. Die Zahl der zugezogenen Personen hat sich seit dem Jahr 2010 von 17.482 kontinuierlich auf 25.618 Personen (+45,5 %) im Jahr 2015 erhöht. Da die Zahl der Außenwegzüge in diesem Zeitraum weniger stark zunahm (um 25,0 % von 16.136 auf 20.169), stieg der jährliche Wanderungszuwachs seit dem Jahr 2010 von 1.346 auf 5.449 im Jahr 2015 an. Die Anteile der aus Bayern zugezogenen Personen blieben in den letzten sechs Jahren nahezu unverändert. Von 2.059 auf 5.665 mehr als verdoppelt hat sich die Zahl der Zuzüge aus EU-Ländern. Überdurchschnittlich stark ist dabei die Zahl der Personen mit rumänischen Staatsangehörigkeit gestiegen, welche 2012 die mit kroatischer Staatsangehörigkeit als drittgrößte und 2014 die mit italienischer Staatsangehörigkeit als zweitgrößte Ausländergruppe in Augsburg verdrängt haben.
Die folgende Übersicht zeigt die Einwohnerzahlen nach dem jeweiligen Gebietsstand. Bis 1827 handelt es sich meist um Schätzungen, danach um Volkszählungsergebnisse (¹) oder amtliche Fortschreibungen des Statistischen Landesamtes. Die Angaben beziehen sich ab 1834 auf die „Zollabrechnungsbevölkerung“, ab 1871 auf die „Ortsanwesende Bevölkerung“, ab 1925 auf die Wohnbevölkerung und seit 1987 auf die „Bevölkerung am Ort der Hauptwohnung“. Vor 1840 wurde die Einwohnerzahl nach uneinheitlichen Erhebungsverfahren ermittelt.
Die Entwicklung der Augsburger Bevölkerung von 1852 bis 2008, differenziert nach amtlicher und wohnberechtigter Bevölkerung und Bevölkerung am Ort der Hauptwohnung sowie nach Geschlecht, ist im Statistischen Jahrbuch der Stadt Augsburg zu finden.

### Von 1400 bis 1867
(jeweiliger Gebietsstand)
| Jahr | Einwohner |
| ---- | --------- |
| 1400 | 10.000    |
| 1450 | 20.000    |
| 1500 | 30.000    |
| 1554 | 31.000    |
| 1604 | 40.000    |
| 1618 | 48.000    |
| 1635 | 16.432    |
| 1645 | 21.018    |
| 1665 | 25.000    |
| 1700 | 26.000    |

| Jahr/Datum        | Einwohner |
| ----------------- | --------- |
| 1703              | 26.300    |
| 1750              | 32.000    |
| 1792              | 36.000    |
| 1800              | 32.000    |
| 1806              | 28.534    |
| 1812              | 29.469    |
| 1818              | 29.809    |
| 1827              | 30.249    |
| 1. Juni 1830¹     | 29.019    |
| 3. Dezember 1834¹ | 33.085    |

| Jahr/Datum        | Einwohner |
| ----------------- | --------- |
| 3. Dezember 1837¹ | 34.273    |
| 3. Dezember 1840¹ | 36.869    |
| 3. Dezember 1846¹ | 38.206    |
| 3. Dezember 1849¹ | 37.986    |
| 3. Dezember 1852¹ | 39.340    |
| 3. Dezember 1855¹ | 40.695    |
| 3. Dezember 1858¹ | 43.616    |
| 3. Dezember 1861¹ | 45.389    |
| 3. Dezember 1864¹ | 49.300    |
| 3. Dezember 1867¹ | 50.067    |

¹ Volkszählungsergebnis

### Von 1871 bis 1940
(jeweiliger Gebietsstand)
| Datum             | Einwohner |
| ----------------- | --------- |
| 1. Dezember 1871¹ | 51.220    |
| 1. Dezember 1875¹ | 57.213    |
| 1. Dezember 1880¹ | 61.408    |
| 1. Dezember 1885¹ | 65.905    |
| 1. Dezember 1890¹ | 75.629    |
| 2. Dezember 1895¹ | 81.896    |
| 1. Dezember 1900¹ | 89.170    |
| 31. Dezember 1901 | 90.810    |
| 31. Dezember 1902 | 92.202    |
| 31. Dezember 1903 | 93.657    |
| 31. Dezember 1904 | 93.014    |
| 1. Dezember 1905¹ | 94.923    |
| 31. Dezember 1906 | 96.904    |
| 31. Dezember 1907 | 98.330    |
| 31. Dezember 1908 | 99.756    |
| 31. Dezember 1909 | 101.182   |

| Datum             | Einwohner |
| ----------------- | --------- |
| 1. Dezember 1910¹ | 102.487   |
| 31. Dezember 1911 | 125.440   |
| 31. Dezember 1912 | 148.621   |
| 31. Dezember 1913 | 151.273   |
| 1. Dezember 1916¹ | 146.226   |
| 5. Dezember 1917¹ | 148.208   |
| 8. Oktober 1919¹  | 154.555   |
| 31. Dezember 1919 | 156.135   |
| 31. Dezember 1920 | 158.000   |
| 31. Dezember 1921 | 161.090   |
| 31. Dezember 1922 | 163.483   |
| 31. Dezember 1923 | 167.014   |
| 31. Dezember 1924 | 167.775   |
| 16. Juni 1925¹    | 165.522   |
| 31. Dezember 1925 | 165.951   |
| 31. Dezember 1926 | 167.035   |

| Datum             | Einwohner |
| ----------------- | --------- |
| 31. Dezember 1927 | 167.708   |
| 31. Dezember 1928 | 168.504   |
| 31. Dezember 1929 | 169.141   |
| 31. Dezember 1930 | 175.645   |
| 31. Dezember 1931 | 177.181   |
| 31. Dezember 1932 | 178.778   |
| 16. Juni 1933¹    | 176.575   |
| 31. Dezember 1933 | 176.434   |
| 31. Dezember 1934 | 176.774   |
| 31. Dezember 1935 | 179.697   |
| 31. Dezember 1936 | 181.272   |
| 31. Dezember 1937 | 181.788   |
| 31. Dezember 1938 | 186.300   |
| 17. Mai 1939¹     | 185.374   |
| 31. Dezember 1939 | 185.500   |
| 31. Dezember 1940 | 184.200   |

¹ Volkszählungsergebnis
Quelle: Stadt Augsburg

### Von 1945 bis 1989
(jeweiliger Gebietsstand)
| Datum               | Einwohner |
| ------------------- | --------- |
| 31. Dezember 1945   | 146.416   |
| 29. Oktober 1946¹   | 160.055   |
| 31. Dezember 1947   | 167.402   |
| 13. September 1950¹ | 185.183   |
| 31. Dezember 1951   | 190.605   |
| 31. Dezember 1952   | 193.342   |
| 31. Dezember 1953   | 196.557   |
| 25. September 1956¹ | 200.236   |
| 6. Juni 1961¹       | 208.659   |
| 31. Dezember 1961   | 209.471   |
| 31. Dezember 1962   | 210.367   |
| 31. Dezember 1963   | 209.928   |
| 31. Dezember 1964   | 209.892   |
| 31. Dezember 1965   | 210.845   |

| Datum             | Einwohner |
| ----------------- | --------- |
| 31. Dezember 1966 | 212.224   |
| 31. Dezember 1967 | 210.418   |
| 31. Dezember 1968 | 211.390   |
| 31. Dezember 1969 | 214.433   |
| 27. Mai 1970¹     | 211.566   |
| 31. Dezember 1970 | 212.886   |
| 31. Dezember 1971 | 213.596   |
| 31. Dezember 1972 | 257.029   |
| 31. Dezember 1973 | 256.908   |
| 31. Dezember 1974 | 254.053   |
| 31. Dezember 1975 | 249.943   |
| 31. Dezember 1976 | 246.193   |
| 31. Dezember 1977 | 244.432   |
| 31. Dezember 1978 | 245.146   |

| Datum             | Einwohner |
| ----------------- | --------- |
| 31. Dezember 1979 | 245.940   |
| 31. Dezember 1980 | 248.346   |
| 31. Dezember 1981 | 248.160   |
| 31. Dezember 1982 | 247.148   |
| 31. Dezember 1983 | 246.685   |
| 31. Dezember 1984 | 244.400   |
| 31. Dezember 1985 | 245.193   |
| 31. Dezember 1986 | 245.962   |
| 25. Mai 1987¹     | 242.819   |
| 31. Dezember 1987 | 244.366   |
| 31. Dezember 1988 | 247.731   |
| 31. Dezember 1989 | 250.197   |

¹ Volkszählungsergebnis
Quellen: Stadt Augsburg (bis 1970), Bayerisches Landesamt für Statistik und Datenverarbeitung (ab 1971)

### Ab 1990
Zur grafischen Darstellung siehe Abschnitt Bevölkerungsprognose
(jeweiliger Gebietsstand)
| Datum             | Einwohner |
| ----------------- | --------- |
| 31. Dezember 1990 | 256.877   |
| 31. Dezember 1991 | 259.884   |
| 31. Dezember 1992 | 264.852   |
| 31. Dezember 1993 | 264.764   |
| 31. Dezember 1994 | 262.110   |
| 31. Dezember 1995 | 259.699   |
| 31. Dezember 1996 | 258.457   |
| 31. Dezember 1997 | 256.625   |
| 31. Dezember 1998 | 254.610   |
| 31. Dezember 1999 | 254.867   |

| Datum             | Einwohner |
| ----------------- | --------- |
| 31. Dezember 2000 | 254.982   |
| 31. Dezember 2001 | 257.836   |
| 31. Dezember 2002 | 259.231   |
| 31. Dezember 2003 | 259.217   |
| 31. Dezember 2004 | 260.407   |
| 31. Dezember 2005 | 262.676   |
| 31. Dezember 2006 | 262.512   |
| 31. Dezember 2007 | 262.992   |
| 31. Dezember 2008 | 263.313   |
| 31. Dezember 2009 | 263.646   |

| Datum             | Einwohner |
| ----------------- | --------- |
| 31. Dezember 2010 | 264.708   |
| 9. Mai 2011 ¹     | 267.767   |
| 31. Dezember 2011 | 269.402   |
| 31. Dezember 2012 | 272.699   |
| 31. Dezember 2013 | 276.542   |
| 31. Dezember 2014 | 281.111   |
| 31. Dezember 2015 | 283.374   |
| 31. Dezember 2016 | 288.653   |
| 31. Dezember 2017 | 292.851   |
| 31. Dezember 2018 | 295.135   |

| Datum             | Einwohner |
| ----------------- | --------- |
| 31. Dezember 2019 | 296.582   |
| 30. Dezember 2020 | 295.830   |
| 30. Dezember 2021 | 296.478   |
| 31. Dezember 2022 | 296.706   |
| 31. Dezember 2023 | 298.972   |
| 31. Dezember 2024 | 301.105   |

¹ Volkszählungsergebnis
Quelle: Bayerisches Landesamt für Statistik und Datenverarbeitung

## Bevölkerungsprognose
Das Amt für Statistik und Stadtforschung der Stadt Augsburg veröffentlichte 2016 seine letzte kleinräumige Bevölkerungsprognose. Darin wird  bis 2030 ein Anstieg der wohnberechtigten Bevölkerung auf über 305.000 Einwohner erwartet, wobei die 300-Tausendermarke bereits 2019 überschritten und sich danach die Bevölkerungszunahme abschwächen wird. Basis dafür ist, dass die Zuzüge in etwa wie in den Jahren zwischen 2010 und 2015 erfolgen und weiterhin über der Anzahl der Wegzüge liegen werden.
Ergebnisse der Bevölkerungsprognose der Stadt Augsburg (Wohnberechtigte Bevölkerung am Haupt- und Nebenwohnsitz):
| Jahr | Einwohner (Haupt- und Nebenwohnsitz) |
| ---- | ------------------------------------ |
| 2000 | 268.896                              |
| 2005 | 269.371                              |
| 2010 | 268.357                              |
| 2015 | 288.631                              |
| 2020 | 301.161                              |
| 2025 | 303.857                              |
| 2030 | 305.579                              |

Nebenstehende Prognosezahlen (rot) im Vergleich zu den realen Daten (blau) von 1990 bis 2018

Quelle: Melderegister, Bürgeramt, Bevölkerungsprognose, Amt für Statistik und Stadtforschung

## Bevölkerungsstruktur
Die größten Gruppen der melderechtlich in Augsburg registrierten Ausländer kamen am 31. Dezember 2006 aus der Türkei (14.122), Italien (3533), Serbien (2959), Kroatien (2287), Griechenland (1800), Ukraine (1786), Russland (1640), Bosnien und Herzegowina (1612), Irak (1312), Polen (998), Österreich (994), Rumänien (884), Mazedonien (714), Portugal (517) und Kasachstan (515). Aktuelle Zahlen s. Statistisches Jahrbuch der Stadt Augsburg.
| Bevölkerung                 | Stand 31. Dezember 2006 |
| --------------------------- | ----------------------- |
| Einwohner mit Hauptwohnsitz | 262.512                 |
| davon männlich              | 125.980                 |
| weiblich                    | 136.532                 |
| Deutsche                    | 217.055                 |
| davon männlich              | 102.931                 |
| weiblich                    | 114.124                 |
| Ausländer                   | 45.457                  |
| davon männlich              | 23.049                  |
| weiblich                    | 22.408                  |
| Anteil in Prozent           | 17,3                    |

Quelle: Bayerisches Landesamt für Statistik und Datenverarbeitung

## Altersstruktur

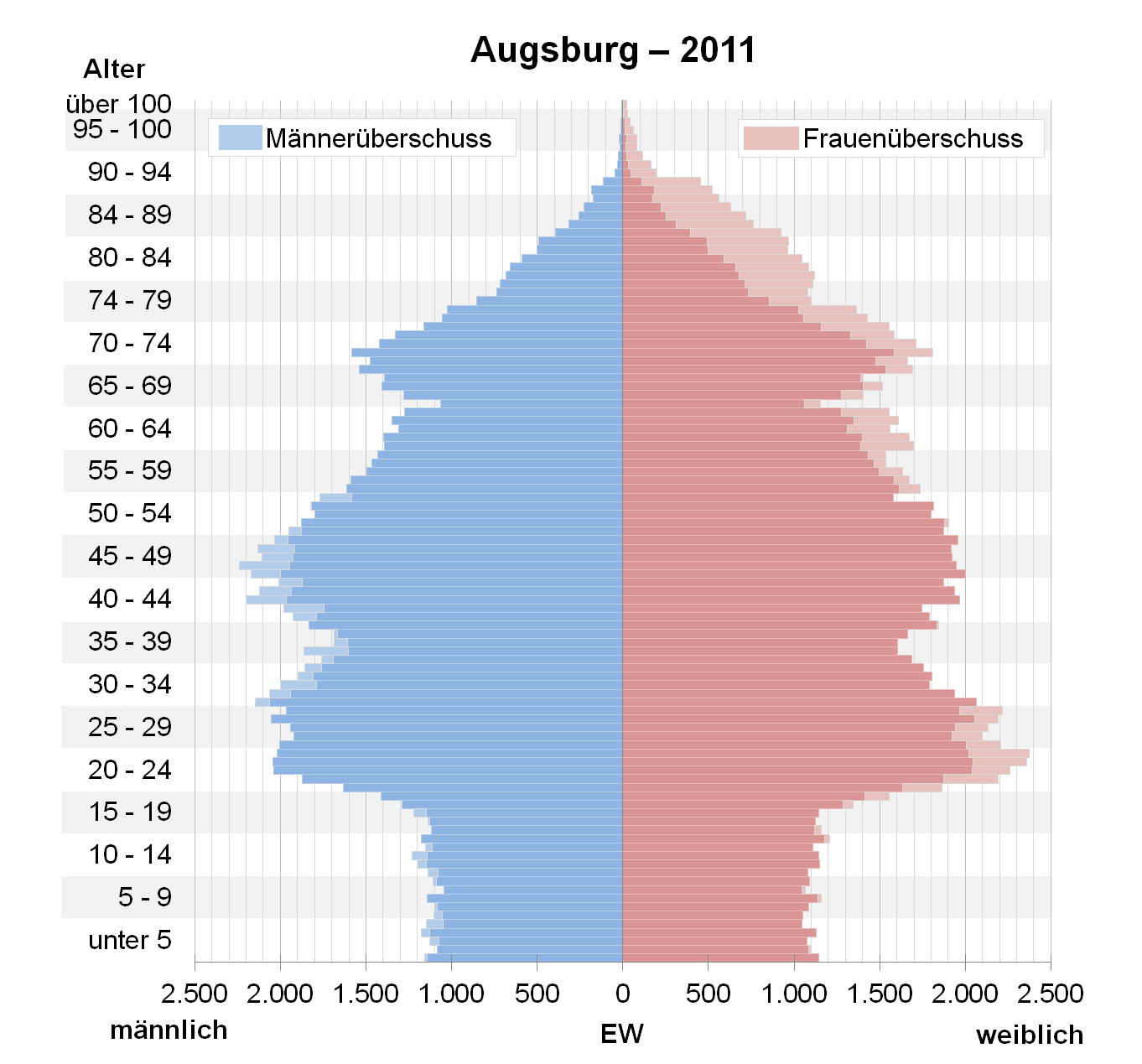
Bevölkerungspyramide für Augsburg (Datenquelle: Zensus 2011.)

Die folgende Übersicht zeigt die Altersstruktur vom 31. Dezember 2006 (Hauptwohnsitze).
| Alter von – bis | Einwohnerzahl | Anteil in Prozent |
| --------------- | ------------- | ----------------- |
| 0 – 5           | 13.608        | 5,2               |
| 6 – 14          | 21.005        | 8,0               |
| 15 – 17         | 7.701         | 2,9               |
| 18 – 24         | 23.568        | 9,0               |
| 25 – 29         | 19.081        | 7,3               |
| 30 – 39         | 37.412        | 14,3              |
| 40 – 49         | 40.911        | 15,6              |
| 50 – 64         | 45.858        | 17,5              |
| über 65         | 53.368        | 20,3              |
| Gesamt          | 262.512       | 100,0             |

Quelle: Bayerisches Landesamt für Statistik und Datenverarbeitung

## Planungsräume
Die Einwohnerzahlen beziehen sich auf den 1. Januar 2006 (Haupt- und Nebenwohnsitze).
Aktuelle Zahlen s. „Statistik Augsburg interaktiv“ und Strukturatlas der Stadt Augsburg.
| Nr.  | Planungs- raum          | Fläche in km² | Einwohner- zahl | Einwohner pro km² | Ausländer- zahl | Ausländer in % |
| ---- | ----------------------- | ------------- | --------------- | ----------------- | --------------- | -------------- |
| I    | Innenstadt              | 6,68          | 41.505          | 6.213             | 7.948           | 19,1           |
| II   | Oberhausen              | 7,13          | 23.913          | 3.354             | 6.928           | 29,0           |
| III  | Bärenkeller             | 2,89          | 7.452           | 2.579             | 790             | 10,6           |
| IV   | Firnhaberau             | 7,41          | 5.566           | 751               | 256             | 4,6            |
| V    | Hammerschmiede          | 9,20          | 6.632           | 721               | 502             | 7,6            |
| VI   | Lechhausen              | 10,98         | 33.407          | 3.043             | 6.464           | 19,3           |
| VII  | Kriegshaber             | 4,35          | 16.401          | 3.770             | 3.254           | 19,8           |
| VIII | Pfersee                 | 4,39          | 23.058          | 5.252             | 3.861           | 16,7           |
| IX   | Hochfeld                | 1,82          | 8.685           | 4.772             | 1.785           | 20,6           |
| X    | Antonsviertel           | 1,16          | 5.916           | 5.100             | 1.022           | 17,3           |
| XI   | Spickel-Herrenbach      | 4,50          | 12.786          | 2.841             | 2.784           | 21,8           |
| XII  | Hochzoll                | 5,06          | 20.503          | 4.052             | 2.400           | 11,7           |
| XIII | Haunstetten-Siebenbrunn | 32,56         | 26.755          | 822               | 2.820           | 10,5           |
| XIV  | Göggingen               | 10,78         | 18.149          | 1.684             | 2.170           | 12,0           |
| XV   | Inningen                | 13,32         | 4.789           | 360               | 357             | 7,5            |
| XVI  | Bergheim                | 20,38         | 2.692           | 132               | 77              | 2,9            |
| XVII | Universitätsviertel     | 4,05          | 11.240          | 2.775             | 1.477           | 13,1           |
|      | Augsburg                | 146,74        | 269.449         | 1.836             | 44.895          | 16,7           |

Quelle: Stadt Augsburg